# ارزش فرسوده
ارزش فرسوده (به انگلیسی: Residual value) یا ارزش اسقاط، در اقتصاد بازرگانی، یکی از مبانی موجود در حوزه لیزینگ می‌باشد و به مبلغ خالص مورد انتظار، در پایان عمر مفید یک دارایی اطلاق می‌شود، که پس از کسر درصد استهلاک و هزینه‌های مورد انتظار فروش، عاید مالک تجاری دارایی مذکور خواهد شد. در حسابداری، با نام در حسابداری، تحت عنوان ارزش اسقاط نیز شناخته می‌شود و به میزان ارزش باقیمانده یک دارایی، پس از اسقاط و زمانی که به طور کامل از بین رفته باشد، اطلاق می‌شود.